# 特拉維斯·帕羅特
拉維斯·帕羅特（Travis Parrott，1980年8月16日—），是一位美國職業網球運動員。於2003年轉為職業選手。他是專注於雙打方面的球員，截止目前，他在2009年美網與同胞卡莉·格利克森合作奪得混雙冠軍。
他的父親布萊恩·帕羅特（Brian Parrott），是在1980年代組成台維斯盃成員之一

## 外部連結
- 特拉維斯·帕羅特（英文/西班牙文）的官方資料
- 特拉維斯·帕羅特的國際網球總會 職業／青少年 官方資料（英文）
- 特拉維斯·帕羅特的官方資料（英文）